# Fordelingsnøgle
En fordelingsnøgle er i sædvanlig betydning en ordnet serie procentsatser, ved hjælp af hvilken man kan beregne, hvordan en given samlet mængde skal fordeles på forskellige grupper. Det kan f.eks. være et pengebeløb, der fordeles mellem flere beløbsmodtagere. Procenttallene i en fordelingsnøgle skal tilsammen give 100%.